# 武淵
武淵，又稱為黑武路央、武拉呵央、馬老武煙，是台灣宜蘭縣冬山鄉的一個傳統地域名稱，位於該鄉北部偏東。相較於今日行政區，其範圍大致為武淵村中北部。

## 歷史
台灣清治末期，武淵地區為一街庄，稱為「武淵庄」，隸屬於羅東堡。該庄東及南與三堵庄為鄰，西南邊為武罕庄，西邊為月眉庄、打那岸庄，北邊為鐤橄社庄。
1901年（日治明治三十四年）11月，廢縣廳改設二十廳，該庄隸屬於宜蘭廳，編入第十二區。1905年（明治三十八年）7月，第十二區改名「羅東區」。1909年（明治四十二年）10月，合併二十廳為十二廳，該庄仍隸屬於宜蘭廳。1920年（大正九年），廢十二廳改設五州二廳，該庄改制為「武淵」大字，隸屬於臺北州羅東郡冬山庄，大字下有「武淵」、「埤頭」小字名。
戰後冬山庄改制為冬山鄉，隸屬於臺北縣，大字改制為村。1950年10月，北、基、宜分治，冬山鄉改隸屬於宜蘭縣。

## 聚落
本地區發展較早的聚落有武淵、埤頭等，在日治期初期的官方地圖上已有記載。此外，本地區尚有三堵（尾堵）聚落。

## 交通
國道5號又稱「北宜高速公路」，是橫跨台灣東西部的高速公路，大致以北北西—南南東走向經過武淵地區中部偏西南。由該道路向北北西可前往羅東東部、五結、宜蘭、礁溪、頭城西南部、坪林、石碇、南港並止於國道3號南港系統交流道，向南南東可前往冬山東部、蘇澳等地。
鄉道宜25線（富農路二段）是二結至冬山的道路，大致以北北東—南南西走向經過本地區西南部。由該道路向北北東可前往月眉東部、打那岸東南部、鐤撖社西部、大埔西部、頂五結東部的五結市區、下五結與下三結交界地帶、頂三結、二結中部偏西南並止於省道台9線路口，向南南西可前往武罕與三堵邊界地帶、珍珠里簡、冬山市區並止於鄉道宜30線路口。
鄉道宜25-2線（月眉路）是東安至武淵的道路，其東南側端點位於本地區西部與月眉交界地帶的鄉道宜25線本線路口。由此向西北西可前往月眉、十八埒東南部並止於省道台7丙線路口。

## 學校
- 武淵國小